# Мариатеги, Сандро
Сандро Тисиано Мариатеги Чьяппе (исп. Sandro Tiziano Mariátegui Chiappe; 9 декабря 1921, Рим, Италия — 28 сентября 2013, Лима, Перу) — перуанский политик, председатель Совета министров и министр иностранных дел Перу (1984).

## Биография
Родился в Риме, в 1923 г. его семья переехала в Лиму. Окончил юридический факультет Папского католического университета Перу, получив квалификацию адвоката. Стал директором библиотеки и печати Минервы-Мирафлорес, которую его отец основал в 1925 г. Входил в состав Национального фронта демократической молодежи, который поддерживал на президентских выборах 1956 г. кандидатуру Фернандо Белаунде в 1956 году, несмотря на поражение которого, на базе фронта была создана партия «Народное действие», одержавшая победу на следующих всеобщих парламентских выборах.
- 1963—1968 гг. — депутат Конгресса Перу,
- 1967—1968 гг. — министр финансов и торговли.

После переворота 3 октября 1968 г. во главе с генералом Хуаном Веласко Альварадо был арестован и вместе с другими видными государственными чиновниками проведен строем в кандалах по центру Лимы.
После восстановления в стране демократии продолжил политическую карьеру:
- 1980—1992 гг. — член Сената,
- 1982 г. — президент Сената,
- апрель-октябрь 1984 гг. — председатель Совета министров и министр иностранных дел Перу. На этом посту ему пришлось столкнуться с проблемой резкого роста инфляции, нарастанием экономического кризиса и террористической активностью организации Сендеро Луминосо.

Был вынужден завершить политическую карьеру после роспуска в апреле 1992 г. президентом Альберто Фухимори законодательных органов страны. Занимался редакторской деятельностью.